# ヨシプ・ミシッチ
ヨシプ・ミシッチ（Josip Mišić、1994年6月28日 - ）は、クロアチア・ヴィンコヴツィ出身のサッカー選手。NKディナモ・ザグレブ所属。ポジションはMF。元クロアチア代表。

## クラブ経歴
2012年にNKオシエクでプロデビュー。その後HNKリエカに移籍し、スペツィア・カルチョへのレンタルを経た後はレギュラーを掴んだ。
2018年1月、スポルティングCPに移籍した。
2019年1月17日、PAOKテッサロニキに買い取りオプション付きでレンタル移籍した。